# Liste der Staatsoberhäupter von São Tomé und Príncipe

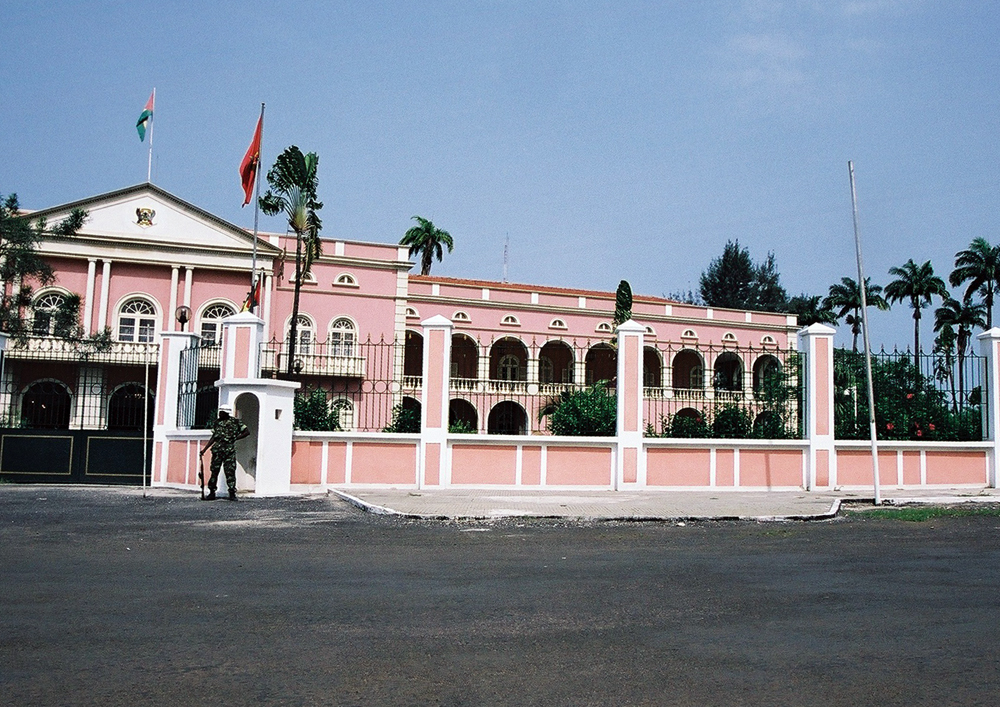
Präsidentenpalast in São Tomé

Diese Liste führt die Staatsoberhäupter des westafrikanischen Inselstaates São Tomé und Príncipe seit dessen Unabhängigkeit 1975 auf. Sie enthält sowohl Präsidenten als auch kurzfristig als Staatsoberhäupter amtierende Junta-Vorsitzende.
| Amtszeit                              | Amtsinhaber –                                                     | Parteizugehörigkeit                     | Anmerkungen                                        |
| ------------------------------------- | ----------------------------------------------------------------- | --------------------------------------- | -------------------------------------------------- |
| 12. Juli 1975 – 4. März 1991          | Manuel Pinto da Costa, Präsident                                  | MLSTP                                   |                                                    |
| 4. März 1991 – 3. April 1991          | Leonel Mário d’Alva, Übergangs-Staatsoberhaupt                    | MLSTP                                   |                                                    |
| 3. April 1991 – 15. August 1995       | Miguel Trovoada, Präsident                                        | Acção Democrática Independente          | Erster demokratisch gewählter Präsident des Landes |
| 15. August 1995 – 21. August 1995     | Manuel Quintas de Almeida, Vorsitzender der Nationalen Heilsjunta |                                         | Militär                                            |
| 21. August 1995 – 3. September 2001   | Miguel Trovoada, Präsident                                        | Acção Democrática Independente          | 1996 wiedergewählt                                 |
| 3. September 2001 – 16. Juli 2003     | Fradique de Menezes, Präsident                                    | Acção Democrática Independente, MDFM-PL |                                                    |
| 16. Juli 2003 – 23. Juli 2003         | Fernando Pereira, Vorsitzender der Nationalen Heilsjunta          |                                         | Militär                                            |
| 23. Juli 2003 – 3. September 2011     | Fradique de Menezes, Präsident                                    | MDFM-PL                                 |                                                    |
| 3. September 2011 – 3. September 2016 | Manuel Pinto da Costa, Präsident                                  | MLSTP                                   |                                                    |
| 3. September 2016 – 2. Oktober 2021   | Evaristo Carvalho, Präsident                                      | PCD-GR                                  |                                                    |
| 2. Oktober 2021–heute                 | Carlos Vila Nova, Präsident                                       | Acção Democrática Independente          |                                                    |